# Ågarp
Ågarp är en ort i Vapnö socken i Halmstads kommun. Från 2015 avgränsar SCB här en småort.